# Ермігуа
Ермігуа (ісп. Hermigua) — муніципалітет в Іспанії, у складі автономної спільноти Канарські острови, у провінції Санта-Крус-де-Тенерифе, на острові Ла-Гомера. Населення — 2183 особи (2010).
Муніципалітет розташований на відстані близько 1840 км на південний захід від Мадрида, 95 км на захід від Санта-Крус-де-Тенерифе.
На території муніципалітету розташовані такі населені пункти: (дані про населення за 2010 рік)
- Лос-Асевіньйос: 72 особи
- Лас-Кабесадас: 68 осіб
- Кальєхон-де-Ордайс: 140 осіб
- Лас-Касас: 214 осіб
- Ель-Седро: 28 осіб
- Ель-Корралете: 40 осіб
- Ель-Курато: 118 осіб
- Ель-Естанкільйо: 127 осіб
- Ермігуа: 421 особа
- Лас-Оєтас: 78 осіб
- Ібо-Альфаро: 110 осіб
- Льяно-Кампос: 104 особи
- Монтефорте: 57 осіб
- Лас-Нуевітас: 107 осіб
- Пальмарехо: 26 осіб
- П'єдра-Романа: 136 осіб
- Лас-Поятас: 65 осіб
- Санта-Каталіна: 164 особи
- Ель-Табайбаль: 108 осіб

## Демографія
Динаміка населення (INE ):

## Галерея зображень

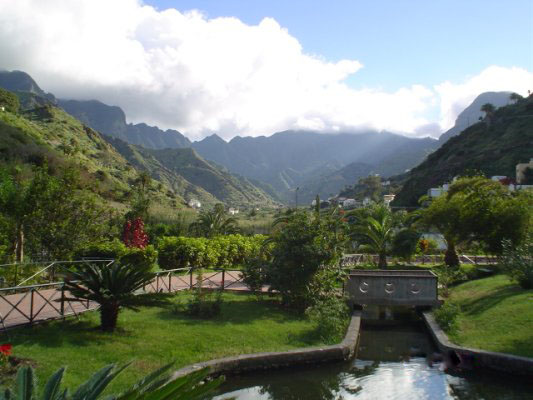
Ермігуа, парк
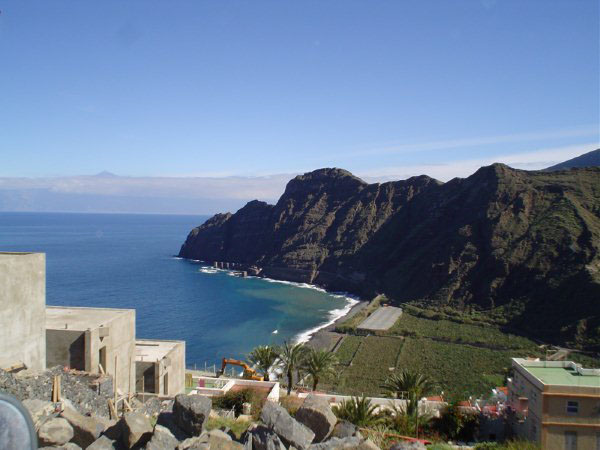
Ермігуа, узбережжя